# Paradise Highway
Paradise Highway è un film thriller del 2022 scritto e diretto da Anna Gutto e interpretato da Juliette Binoche, Frank Grillo e Morgan Freeman. Il film, nato da una coproduzione internazionale tra Stati Uniti, Germania e Svizzera, è stato distribuito negli Stati Uniti il 29 luglio 2022 da Lionsgate.

## Trama
Sally, nata in Canada ma arrivata negli Stati Uniti da bambina, lavora come camionista ed è in attesa che il fratello minore Dennis, cui è molto legata fin dall'infanzia, esca di prigione. 
Pochi giorni prima del rilascio, durante una visita in carcere, lui però le chiede di fare un'ultima consegna per suo conto, in quanto ricattato e malmenato da altri detenuti.
Ma il "carico" da trasportare questa volta si rivela essere una ragazzina e quando la consegna salta per una drammatica reazione della minore, le due si ritrovano sole in autostrada, braccate sia dai criminali responsabili del traffico di esseri umani sia da uomini dell'FBI, in particolare l'agente esordiente Sterling e il pensionato Glick, ora consulente.
Tuttavia, anche grazie all'aiuto di altre camioniste e alla comprensione di Glick, il destino di Sally e della bambina, di nome Leila, non sarà tragico.

## Produzione
Le riprese sono avvenute a Jackson e Clarksdale, Mississippi, nel luglio 2021. Le riprese si sono svolte anche a Brookhaven, Mississippi.
Ad agosto 2021, le riprese erano terminate e il film era in postproduzione. Nell'ottobre 2021, è stato annunciato che Lionsgate ha acquisito i diritti di distribuzione del film in Nord America.

## Distribuzione
Il film è uscito nelle sale e a richiesta negli Stati Uniti il 29 luglio 2022 da Lionsgate. Esso è stato proiettato anche al Festival di Locarno nell'agosto 2022. 

## Accoglienza
Su Rotten Tomatoes, il film detiene un indice di gradimento del 17% basato su 18 recensioni, con una valutazione media di 5,4/10. Ha un punteggio di approvazione di 48 su 100 basato su 5 recensioni su Metacritic, che indica "recensioni da miste a medie". 
Joe Leydon di Variety ha definito il film "Un melodramma sapientemente costruito che non trascende i cliché e le convenzioni, ma mostra quanto possano essere utili ed efficaci nelle mani giuste". Robert Daniels di RogerEbert.com ha scritto: "Paradise Highway è il tipo di progetto ribelle e tonalmente confuso a cui un'attrice del calibro di Binoche firmerebbe solo se le promesse fossero infrante e fosse richiesta una vendetta".  Concepción de León di New York Times ha affermato che: "Sebbene sia piacevole vedere i membri delle forze dell'ordine concentrati sul recupero e il sostegno di una vittima piuttosto che perseguire i suoi aggressori, il film non consente di tenere molta tensione narrativa".Il film costato 6 mln di dollari ha incassato nel mondo solo 227 mila dollari.